# Leif Erichsen
Leif Erichsen (født 15. oktober 1888 i Drammen, død 4. marts 1924 smst) var en norsk sejler, som deltog i OL 1920 i Antwerpen.
Erichsen var ved OL 1920 i Antwerpen med i båden Marmi II i 6-meter klassen (1907-regler) sammen med Einar Torgersen og Andreas Knudsen. Der deltog fire både i klassen, to belgiske og to norske. Den belgiske båd Edelweiss II vandt konkurrencen med fem point, mens Marmi II tog sølvet med syv point foran landsmændene i Stella og belgiske Suzy, begge med ni point.